# Idiolispa bannapeensis
Idiolispa bannapeensis är en stekelart som beskrevs av Schwarz 2005. Idiolispa bannapeensis ingår i släktet Idiolispa och familjen brokparasitsteklar. Inga underarter finns listade i Catalogue of Life.